# Myoictis
Myoictis es un género de marsupiales dasiuromorfos de la familia Dasyuridae, conocidos vulgarmente como dasiuros de tres rayas que habitan junglas y bosques húmedos de Nueva Guinea y otras islas cercanas.

## Especies
Este género consta de hasta 4 especies reconocidas:
- El dasiuro de cola blanca (Myoictis leucura)
- El dasiuro de tres rayas (Myoictis melas)
- El dasiuro de Wallace (Myoictis wallacii)
- El dasiuro de Wau (Myoictis wavicus)

## Faneróptica y anatomía
| Morfometría       | Masa (g) | Longitud (cm) | Longitud (cm)   |
| Morfometría       | Masa (g) | Cuerpo        | Pelo de la cola |
| Myoictis leucura  | 200-230  | 20-22         | 1'0-1'5         |
| Myoictis melas    | 172-255  | 19-24         | 1'0-1'5         |
| Myoictis wallacii | 206-245  | 19-22         | 2'0             |
| Myoictis wavicus  | 110-134  | 17-18         | 0'5             |

## Estado de conservación
|                   | IUCN                      |
| Myoictis leucura  | No evaluado               |
| Myoictis melas    | Menos preocupante (LR/lc) |
| Myoictis wallacii | No evaluado               |
| Myoictis wavicus  | No evaluado               |